# ゴキネズラ
ゴキネズラは、特撮テレビドラマ『帰ってきたウルトラマン』をはじめとする「ウルトラシリーズ」や、『レッドマン』に登場する架空の怪獣。別名はプラスチック怪獣。

## 『帰ってきたウルトラマン』に登場するゴキネズラ
『帰ってきたウルトラマン』第22話「この怪獣は俺が殺る」に登場。
プラスチックを栄養源としており、夢の島の地下に潜伏しながらプラスチックゴミを摂取しているため、傍目にはそれだけが盗み出されているように見えており、地下では後述のウイルスによってプラスチックが分解されて発生するメタンガスが自然発火による火災につながっていた。MAT日本支部の新隊長となる伊吹竜がアメリカから着任するよりも少し前、ゴキネズラの存在をまだ知らない郷秀樹隊員がゴミの山での火災発生に際し、独断でマットジャイロから炭酸ガス消火剤を散布したことで地中への酸素が絶たれたため、地上へ現れて暴れだす。プラスチックを分解するウイルスが体内で共存しており、口から繊維状のプラスチック溶解液を噴射するほか、MATのMSミサイルを牙や手で受け止めて放り投げるなど、反射神経も鋭い。また、接近してきたマットジャイロを捕まえて握り潰すなど、異様に視力も高い。
出撃してきたマットアロー1号2機とマットジャイロを撃墜し、その際にマットジャイロ内の郷が右腕を負傷したことから、彼の変身したウルトラマンジャックも溶解液で苦戦させられてしまう。しかし、伊吹の操縦するマットアロー2号に撹乱されて転倒した結果、自らの溶解液を浴びて身動きが取れなくなったところに撃たれたMSミサイルを咥えてしまい、そこへ撃たれたジャックのスペシウム光線による誘爆で頭が吹き飛んで倒れる。
伊吹いわく、ニューヨークのゴミ処理場にもゴキネズラの同種族が出現しており、アメリカを発つ前に交戦してMSミサイルで撃破したという。
- スーツアクター：遠矢孝信（ノンクレジット）[8][6]
- デザインは末安正博[出典 4][注釈 1]。末安は、円谷プロダクションプロデューサーの末安昌美の実弟であり、本職は円谷プロの営業担当であった[出典 5]。
- 名前はゴキブリとネズミに由来するが[14]、デザイン画では頭部から顔は風化侵食した貝殻、口先はワシやタカの嘴、皮膚はカキ殻、体色は七面鳥カラーといったイメージが書き込まれており、名称とは異なるイメージであった[15][10]。デザイン画では「ザイラス」という仮称で、顔から頭部にかけての貝殻が風化侵食したような感じ、鋭く閉じた状態の口先はワシやタカの嘴を想起させる、カキ殻を並べたような皮膚で、緑色のコケが部分的に生えている、といったデザイン画の書き込みから本来のモチーフとは異なっていた[出典 6]。
- 平成24年度の「日本特撮に関する調査報告書」では、ヘドラやゲスラ、モグネズンと並び、「環境破壊によって生まれた怪獣」として挙げられている[16]。
- メディア・ヴァーグのウェブメディア「マグミクス」では、環境問題の1つであるマイクロプラスチックに絡め、「（本放送当時の1971年に）早くもプラスチック問題を扱った怪獣」として挙げられている[17]。
- 批評家の福嶋亮大には、「物語そのものは公害批判だが、カメラの捉えた夢の島は廃棄物の饗宴の場にも見えてくるため、ある意味では風景こそが最も雄弁なメッセージになった」との旨で評されている[18]。

## 『ザ☆ウルトラマン』に登場するゴキネズラ
『ザ☆ウルトラマン』第27話「怪獣島浮上!!」に登場。
全身の皮膚は鋼鉄のように硬く、岩石をも溶かす霧状の液体を口から放射する。尻尾の先端は『帰ってきたウルトラマン』の登場個体と異なり、モーニングスター状となっている。
怪獣墓場で眠っていたところを、バラドン星人によってレッドキング、アーストロン、ゴーストロン、アボラス、バニラと共に蘇生させられ、怪獣島内部に収容されたまま地球へ送り込まれる。しかし、怪獣同士が戦うことからバラドン星人には戦力にならないと難色を示され、特にゴキネズラはすべての怪獣と戦ったうえ、レッドキングには返り討ちに遭う。その後、レッドキングと戦闘中のウルトラマンジョーニアスにバニラやアボラスと共に襲いかかるが、3体ともあえなく倒される。

## その他
- 『レッドマン』では、第29話[25]・第30話[26]・第102話[27]・第105話[28]に登場。
- 『ウルトラマンタロウ』では、第25話のエンペラ星人が3万年前に光の国を襲来した際の絵で、ダンガーやザゴラスと共にウルトラの父と戦っている姿が描かれている。
- 『ウルトラゾーン』では、「プラスチックが食料」という設定を利用した「ゴキネズラ商会」の広告がコントパート（「不良怪獣ゼットン」「怪獣職務質問」）の背景に登場する[29]。
- 漫画『帰ってきたウルトラマン Vol.1 復讐の宇宙戦線』では、物語のラストシーン（テレビシリーズ第22話での出現時に相当）に登場。伊吹隊長が駆けつけたところで、終幕を迎える。
- 漫画『酩酊！怪獣酒場』では、客の1人として登場。